# أبو عامر بن غرسية
أبو عامر أحمد بن غرسية هو كاتب من مولدي شرقي الأندلس، من أعلام الشعوبية في الأندلس. يرجع إلى أصل مسيحي بشكنسي. سبي من ماردة صغيرًا، ونشأ في بلاط دانية في كنف مجاهد العامري صاحب مملكة دانية والجزائر (400 ـ 436 هـ) وولده علي إقبال الدولة (436 ـ 468 هـ).

## رسالة ابن غرسية
كتب ابن غرسية رسالة في تفضيل العجم (الذين يقصد بهم مختلف أجناس الإفرنج) على العرب، ووجهها إلى صديقه الكاتب الشاعر أبي عبد الله بن الحداد، عتابًا له؛ لأنه كان يخص المعتصم بن صمادح أمير ألمرية بمدائحه دون مجاهد وولده علي.

## ردود الفعل على رسالة ابن غرسية
أثارت رسالة ابن غرسية مرارة في الأوساط الأدبية المعاصرة، ورد عليه العلماء القريبون من عصره في رسائل شديدة، انتهى إلينا بعضها، ومن هؤلاء أبو جعفر أحمد بن الدودين البلنسي، الذي أورد معاصره ابن بسام رده على ابن غرسية في كتابه "الذخيرة في محاسن أهل الجزيرة"، وأبو الطيب عبد المنعم بن عبد الله القروي (توفي سنة 493 هـ)، وأورد ابن بسام رده أيضًا في الذخيرة، والوزير الكاتب أبو عبد الله بن أبي الخصال (المتوفى سنة 540 هـ) الذي كتب رسالة عنوانها «خطف البارق، وقذف المارق، في الرد على ابن غرسية الفاسق»، والفقيه أبو يحيى بن مسعدة (من فقهاء الموحدين في النصف الثاني من القرن السادس الهجري) وأبو مروان عبد الملك بن محمد الأوسي في رسالته «الاستدلال بالحق في تفضيل العرب على جميع الخلق».
وقد استمر صدى السخط على رسالة ابن غرسية عصورًا، حتى أن كاتبًا أندلسيًا عاش بعد ذلك بقرنين، هو أبو الحجاج يوسف بن محمد البلوي، يتناول هذه القضية في كتابه «ألف با» ويعقد فصلًا خاصًا عن فضل العرب، يردد فيه ما قيل في ذلك، وما ينسب للعرب من فضائل، ثم يعطف على رسالة أبي عامر بن غرسية، قائلًا إنه قد «فسق في رسالته وبدع، وسب بسببها وجدع»، ويعدد لنا من تصدوا للرد عليه، ثم يبدي دهشته من تسامح أهل العصر، وتركهم لابن غرسية وأمثاله دون عقاب.
ويجدر بالذكر أن ابن غرسية ختم رسالته بتمجيد النبي العربي، والإشادة بمآثره ورسالته (وهو مسلك اعتبره المستشرق المجري غولدتسيهر نوعًا من التمويه)، غير أنه في الوقت ذاته يرى أن العروبة ليست مفخرة للنبي، «ففي الرغام يلقى تبره، والمسك بعض دم الغزال».